# Vlatko Grozdanoski
Vlatko Grozdanoski (in macedone Влатко Грозданоски?; Skopje, 30 gennaio 1983) è un ex calciatore macedone, di ruolo centrocampista.